# Peter-princippet
Peter-princippet er opkaldt efter Dr. Laurence J. Peter, og fortæller, at ansatte i en hierarkisk organisation vil blive forfremmet indtil de når deres niveau for inkompetence.
Peter-princippet er en gren af hierarkologien, studiet af hierarkier. Ved hierarki forstås enhver organisation, hvis medlemmer er inddelt efter rang, grad eller klasse.

## Fra kompetence til inkompetence
Princippet omhandler, at ansatte, der klarer sig godt i deres arbejde, vil blive forfremmet. Hvis de klarer sig godt i det arbejde, de er blevet forfremmet til, bliver de forfremmet igen. Hvis de havner i et arbejde, de ikke klarer sig godt i, så bliver de ikke længere forfremmet. Ansatte i en hierarkisk organisation sidder altså længst tid i det arbejde, de er mindst kvalificerede til.
Dette er ikke fordi en højere stilling nødvendigvis er vanskeligere at varetage. Det kan lige så vel være, at der er tale om en anderledes stilling. De egenskaber, der gjorde den ansatte dygtig til en tidligere stilling, kan være irrelevante i den stilling, vedkommende bliver forfremmet til. En dygtig kirurg kan eksempelvis blive forfremmet til sygehusdirektør, en stilling, hvor ens evne til at operere ikke længere bliver brugt.

## Former for inkompetence
Laurence J. Peter skelner mellem fire forskellige former for inkompetence:
1. professionel automatisme, hvor midlet er vigtigere end målet.[2]
2. Peters inversion, hvor intern konsekvens (samarbejdsevne, indflydelse på arbejdsmiljø) vurderes højere end effektivt arbejde.[3]
3. superkompetence, hvor en persons evne til at skaffe resultater langt ud over det nødvendige er ildeset og derfor fører til afskedigelse (rangordens-udstødelse eller hierarkiel eksfoliation).[4]
4. superinkompetence, hvor en person skaber katastrofale tilstande og derfor afskediges.[5]

Skønt den ansatte i de to førstnævnte tilfælde allerede har nået niveauet for sin inkompetence, fastholdes vedkommende enten fordi formaliteter overholdes, skønt de er uhensigtsmæssige (tilfælde 1), eller fordi vedkommende anses for at have andre gode egenskaber for hierarkiets selvforståelse (tilfælde 2) og da fastholdes af en person i en højere stilling, der har nået niveauet for sin inkompetence og derfor vurderer kompetence som opfyldelse af regler og ritualer snarere end efter resultatskabende evne. I tredje tilfælde udgør personen derimod en fare for hierarkiet og må af denne grund fjernes helt, i fjerde tilfælde er vedkommende både uproduktiv og understøtter ikke hierarkiets indre struktur.

## Pseudo-avancementer
Laurence J. Peter hævder, at folk, der har nået niveauet for deres inkompetence, ikke mere vil avancere i hierarkiet. I stedet kan de blive udsat for pseudo-avancementer, hvis formål er at køre dem ud på et sidespor, hvor de ikke mere gør skade inden for hierarkiet uden direkte at blive fyret på grund af uduelighed, da dette vil afsløre fejlen hos den, der forårsagede deres udnævnelse. Peter skelner mellem:
1. lateral arabesk, hvor en person tildeles en ny og længere titel og bliver flyttet til en fjern afkrog,[9]
2. levitation, hvor en person flyttes til en stilling uden faste opgaver eller underordnede.[10]

## Helbredsmæssig konsekvens
Avancement til niveauet for inkompetence kan have alvorlig indflydelse på folks sundhedstilstand. Helbredssygdomme såsom mavesår, forhøjet blodtryk, alkoholisme, overvægt, søvnløshed, migræne og lignende kan alle være kroppens reaktion på den (måske undertrykte) psykologiske følelse af ikke at slå til.

## Kreativ inkompetence
Faren for avancement til niveauet for inkompetence er altid tilstede. For at undgå at avancere til niveauet for sin inkompetence peger Laurence J. Peter på midlet fra tid til anden at begå små fejl, der lige akkurat forhindrer et avancement. Derved kan man forblive i en stilling, der i virkeligheden passer en godt og som man er kompetent til. Peter betegner dette "kreativ inkompetence".

## Anvendelse
Peter-princippet bruges ofte til at beskrive bureaukrater og bureaukratiers problemer.

## Funktionsevne
Det følger af Peter-princippet, at det eneste brugelige arbejde, der udføres, laves af dem, der endnu ikke har nået niveauet for deres inkompetence.

## Dilbert-princippet
Dilbert-princippet er en pendant til Peter-princippet. Dilbert-princippet anbefaler, at firmaer forfremmer deres dårligste ansatte til et administrativt niveau, sådan at kunderne ikke får dårlige oplevelser med dem.